# セラミダーゼ
セラミダーゼ(Ceramidase、EC 3.5.1.23)は、セラミドから脂肪酸を切り出してスフィンゴシン(SPH)を生成する酵素である。スフィンゴシンはスフィンゴシンキナーゼによりリン酸化されてスフィンゴシン-1-リン酸(S1P)になる。

## 機能
セラミド、SPH、S1Pは、細胞成長、細胞分化、アポトーシス、細胞接着、細胞移動を仲介する生理活性脂質である。現在、ヒトの7つの別々の遺伝子にコードされている7つのセラミダーゼがクローニングされている。
- 酸性セラミダーゼ(ASAH1) - 細胞の生存
- 中性セラミダーゼ(ASAH2, ASAH2B, ASAH2C) - 炎症性サイトカインからの保護
- 塩基性セラミダーゼ1(ACER1) - SPHとS1Pの生成の制御による細胞分化の仲介
- 塩基性セラミダーゼ2(ACER2) - 細胞成長と生存にとって重要
- 塩基性セラミダーゼ3(ACER3)

## 臨床上の重要性
ASAH1の欠損は、ファーバー病と関連がある。